# 星部ショウ
星部 ショウ（ほしべ ショウ、1985年 - ）は、日本の作詞家、作曲家、YouTuber。アップフロントグループ所属。

## 経歴
音楽学校進学のために上京。バンド活動等を経て、2012年、アップフロントグループ主催の『第2回FOREST AWARD NEW FACE オーディション』に応募。当時組んでいたユニットで「眼鏡の女の子」（BEYOOOOONDS「眼鏡の男の子」の原型）という楽曲を提出し、評価されたことをきっかけに、本格的に作曲家を目指すようになる。
2015年 - 、作家活動をスタート。主にハロー!プロジェクトの楽曲を制作する。
2016年5月31日、ホームページを開設。主に自身が関わった楽曲のライナーノーツを公開している。
2018年2月9日、Twitterを開設。
2020年9月2日、YouTubeチャンネル「星部ショウのハッケン!音楽塾」を開設。

## 人物
- 東北出身。小学6年生でギターを始め、毎日好きな楽曲を弾いていた。中学生の時にはJ-POPのほか、ボーイズIIメンなどの洋楽も聞いており、当時から作曲に興味があったという。高校生時代は合唱部に所属。独学でピアノも勉強した。音楽学校では打ち込みや理論を学んだ[3]。
- 歌詞は、語呂、響き、語感の良いものに惹かれるという。桑田佳祐の歌詞に影響を受けており、日本語だが語感は英語で、言葉の意味を超越している、と述べている[3]。
- 活動当初は一切メディア出演が無く、その素性は不明だった。後に、YouTubeやインタビューなどで眼鏡をかけた状態での顔出しをしているが、詳細な経歴や素顔は非公開としている[3]。
- こぶしファクトリーの「辛夷の花」「Yes! We are family〜FC町田ゼルビアver.〜」など、作詞・作曲に加えて編曲も星部が担当する楽曲がある。

## 楽曲提供
- IDOLiSH7
  - NAGISA Night Temperature（作曲・編曲）[4]

- エリック・フクサキ
  - 飾らない歌（作詞）

- CUBERS
  - 人生Heyday（作曲）[5]

- DJ KOO x BEYOOOOONDS
  - 最KOO DE DANCE（共作詞・作曲・編曲）[6]

- 都内某所
  - アイスクリームの星（作曲・共編曲）[7]

- 西山宏太朗
  - サラダの日には（作曲・編曲）[8]

- Peel the Apple
  - リンゴの皮をむくな!〜Don’t Peel the Apple〜（作詞・作曲）
  - 勇敢JUMP!（作詞・作曲）
  - なんてこった!（作詞・作曲）
  - リーリーGo!（作詞・作曲）
  - 現在(プレゼント)for You（作詞・作曲）

- Bitter & Sweet
  - 真夜中のLonely（作詞・作曲）[9]
  - 写真には残らないシュート（作曲）[10]
  - 贈り物には愛がある（作曲・編曲）[10]
  - 遠いところへ行くのでしょう（作詞・作曲）[11]
  - 29歳（作曲）

- Lovelys
  - 既読無視警察（作曲・編曲）
  - あと1分だけ!（作詞・作曲・編曲）

### ハロー!プロジェクト関連

#### あ行
- アンジュルム
  - 七転び八起き（作曲）[12]
  - 臥薪嘗胆（作曲）[12]
  - ドンデンガエシ（作詞）[13]
  - マリオネット37℃（作曲）[14]
  - 糸島Distance（作曲）[15]
  - キソクタダシクウツクシク（作曲）[16]
  - 君だけじゃないさ…friends（作詞・作曲）[16]
  - 君だけじゃないさ…friends（2018アコースティックVer.）（作詞・作曲）[17]
  - 恋はアッチャアッチャ（作曲）[18]
  - I 無双 Strong!（作詞）[19]
  - 赤いイヤホン（作詞・作曲）[19]
  - いとし いとしと Say My Heart（作曲）[19]
  - わたしの夢見た 15年（作曲・共編曲）[19]
  - 明晩、ギャラクシー劇場で（作曲）[20]
  - 君だけじゃないさ…friends（アコースティックVer.）（作詞・作曲）[21]
  - SHAKA SHAKA TO LOVE（作曲）[22]
  - 泳げないMermaid（作曲）[23]
  - SHAKA SHAKA #2 LOVE カラフルライフ編（作曲）[24]
  - Piece of Peace〜しあわせのパズル〜（作詞）[25]
  - まぁ、いっか!（作詞）[26]
  - 美々たる一撃（共作曲・編曲）[27]
  - 君だけじゃないさ...friends (ひまわりVer.)（作詞・作曲）[28]

- 雨ノ森 川海
  - 循環（作詞・作曲）[29]

- 一岡伶奈、段原瑠々、川村文乃、高瀬くるみ、清野桃々姫
  - 誤爆 〜We Can't Go Back〜（作詞・作曲）[30]

- OCHA NORMA
  - 恋のクラウチングスタート（作詞・作曲）[31]
  - お祭りデビューだぜ!（作詞・作曲・共編曲）[31]
  - ウチらの地元は地球じゃん!（作詞・作曲）[32]
  - オチャノマ マホロバ イコイノバ〜昭和も令和もワッチャワチャ〜（作詞・作曲）[33]
  - ヨリドリ ME DREAM（作曲）[33]
  - 宇宙規模でダイスキ宣言!（作曲）[34]
  - ラヴィ・ダヴィ（作曲）[34]
  - Good Luckの胸騒ぎ（作詞・作曲）[34]
  - 今じゃなきゃ、君じゃなきゃ（作曲）[34]
  - ちはやぶる（作曲）[35]
  - ウットーシー!（作詞・作曲）[35]
  - 学校では教えてくれないこと（作詞・作曲・編曲）[36]

#### か行
- 金澤朋子
  - RomanticたぶんComedy（作曲）[37]

- カントリー・ガールズ
  - ブギウギLOVE（作曲）[38]
  - Good Boy Bad Girl（作曲）[39]
  - 明日からはおもかげ（作曲・編曲）[40]
  - 妄想リハーサル（作詞・作曲）[40]
  - One Summer Night 〜真夏の決心〜（作詞・作曲）[41]

- ℃-ute
  - 嵐を起こすんだ Exciting Fight!（作曲）[42]
  - 男と女とForever（作曲）[43]
  - 何故 人は争うんだろう?（作曲）[44]
  - 愛はまるで静電気（作曲）[45]

- GOODM!X PREMIUM
  - ワタシ・プレミアム（共作詞・共作曲）[46]

- こぶしファクトリー
  - ドスコイ!ケンキョにダイタン（作詞・作曲）[47]
  - 押忍!こぶし魂（作詞・作曲）[48]
  - サンバ!こぶしジャネイロ（作詞・作曲）[49]
  - 残心（作詞・作曲）[50]
  - 辛夷の花（作詞・作曲・編曲）[50]
  - シャララ!やれるはずさ（作詞・作曲）[51]
  - エエジャナイカ ニンジャナイカ（作詞・作曲・共編曲）[51]
  - ナセバナル（作曲）[52]
  - Oh No 懊悩（作曲）[53]
  - 消せやしないキモチ（作詞・作曲）[54]
  - Yes! We are family 〜こぶしver.〜（作詞・作曲・編曲）[54]
  - 亀になれ!（作詞・作曲）[54]
  - ドカンとBREAK!（作詞）[54]
  - Yes! We are family 〜FC町田ゼルビアver.〜（作詞・作曲・編曲）[54]
  - 青春の花（作詞・作曲）[55]
  - スタートライン（作詞・作曲）[55]

#### さ行
- SeasoningS
  - We Need a Name!（作詞・作曲）[注 1][56]
  - ワタシと踊りなさい!（作詞）[57]
  - Get Back!ビニール傘の大冒険（作詞・作曲）[29]

- Juice=Juice
  - CHOICE&CHANCE（作詞・作曲）[58]
  - 生まれたてのBaby Love（作詞）[58]
  - 愛のダイビング（作詞・作曲）[58]
  - チクタク 私の旬（作曲）[58]
  - Never Never Surrender（作曲）[59]
  - TOKYOグライダー（作曲）[59]
  - シンクロ。（作曲）[59]
  - 素直に甘えて（作曲）[59]
  - 銀色のテレパシー（作曲）[59]
  - Borderline（作詞・作曲）[60]

#### た行
- CHICA#TETSU
  - 都営大江戸線の六本木駅で抱きしめて（作詞・作曲）[61]
  - 高輪ゲートウェイ駅ができる頃には（作詞・作曲）[56]
  - 二年前の横浜駅西口（作曲）[57]
  - 待ち合わせはJR梅田駅で（作曲・編曲）[29]

- つばきファクトリー
  - I Need You 〜夜空の観覧車〜（作詞・作曲）[62]
  - 帰ろう レッツゴー!（作曲）[63]
  - ふわり、恋時計（作曲）[64]
  - だからなんなんだ!（作詞）[65]
  - 約束・連絡・記念日（作曲）[66]
  - アイドル天職音頭（作詞・作曲）[67]
  - アタシリズム（作曲）

#### な行
- 野中美希
  - メッセージ（編曲）[68]

#### は行
- ハロプロ研修生
  - 目立ってDo Dance（共作曲）[69]
  - 絶対アイドル宣言（作曲）[70]

- ハロプロ研修生北海道
  - リアル☆リトル☆ガール（作曲）[71]

- ハロプロ研修生ユニット'22
  - ダイスキだけど付き合えない（作曲）

- ハロプロ研修生ユニット'23
  - 女で地球は回ってる（作曲）

- BEYOOOOONDS
  - 眼鏡の男の子（作詞・作曲）[61]
  - ニッポンノD・N・A!（作曲・編曲）[61]
  - 文化祭実行委員長の恋（作詞・作曲）[61]
  - アツイ!（作詞・作曲）[56]
  - 小夜曲“眼鏡の男の子”（作曲）[56]
  - 恋のおスウィング（作曲）[56]
  - 元年バンジージャンプ（作詞・作曲・編曲）[56]
  - 恋愛奉行（作曲）[56]
  - 伸びしろ〜Beyond the World〜（作詞・作曲）[56]
  - 激辛LOVE（日本語詞）[57]
  - Now Now Ningen（作曲・編曲）[57]
  - こんなハズジャナカッター!（共作詞・作曲・編曲）[57]
  - ビタミンME（作曲）[57]
  - フレフレ・エブリデイ（作曲・編曲）[72]
  - 英雄 〜笑って!ショパン先輩〜（作詞・共編曲）[73]
  - ハムカツ黙示録（作曲・編曲）[73]
  - Hey! ビヨンダ（作詞・作曲）[29]
  - 涙のカスタネット（作詞・作曲）[29]
  - GOGO大臣（作曲）[29]
  - オンリーロンリー（作詞・作曲・編曲）[29]
  - 求めよ…運命の旅人算（作曲・編曲）[74]
  - 夢さえ描けない夜空には（作曲）[74]
  - 灰toダイヤモンド（作曲）[75]
  - Go City Go（作曲）[75]
  - フックの法則（作曲）[75]
  - 恋する銀河（作詞）[75]
  - Oh! カンターレ（作詞）[75]
  - Do-Did-Done（作曲）[76]
  - あゝ君に転生（作詞）[76]
  - マイ・ファースト・ピアス（作詞・作曲・編曲）[76]

- Buono!
  - ロックの聖地（作詞・作曲）[77]

#### ま行
- モーニング娘。'16
  - ムキダシで向き合って（作詞・共作曲）[78]

- モーニング娘。'17
  - BRAND NEW MORNING（作詞・共作曲）[79]
  - 弩級のゴーサイン（作曲）[80]
  - 五線譜のたすき（作曲・共編曲）[81]

- モーニング娘。'23
  - Wake-up Call 〜目覚めるとき〜（作詞・共作曲）[82]

#### ら行
- ロージークロニクル
  - へいらっしゃい!〜ニッポンで会いましょう〜（作曲）[83]
  - CHOちょこっとロッケンロール（作曲）[83]
  - 未来ハジマリ（作曲）[83]
  - 夏のイナズマ（作詞・作曲）[84]
  - ダイスキだけど付き合えない（作曲）[84]
  - 女で地球は回ってる（作曲）[84]

### M-line club関連
- 岡井千聖
  - ウーロンハイの女（作詞・作曲）[85]

- 小片リサ
  - じらして愛して（作曲）[86]
  - ちいさな世界（作曲）[87]

- 佐藤優樹
  - 愛のサバイバー（共作曲）[88]
  - プラスティック・ジェネレーション（作曲）[88]

- 高橋愛・田中れいな・夏焼雅
  - 愛のドンデン返し（作曲）[89]
  - 誤爆〜We Can't Go Back〜（作詞・作曲）[89]
  - ケッコン!～残りものには福がある～（共作詞・ 作曲・編曲）[89]
  - 十人十色三者三様（作曲）[89]

- 中島早貴
  - 私に帰れる町（作曲）[90]

- PINK CRES.
  - トウキョウ・コンフュージョン（作曲）[91]

- 譜久村聖
  - 私のためのハイヒール（作曲）[92]

- 道重さゆみ
  - True Name（作詞）[93]
  - エキゾチック・フラワー（作詞・作曲）[93]

- 宮本佳林
  - Lonely Bus（作曲）[94]
  - バイオレット・サンセット（作詞・作曲）[95]
  - ビーズに願いを（作曲）[95]
  - 一万光年スマイル（作詞・共作曲）[95]
  - 約束の愛の歌（作曲）[95]

- 矢島舞美
  - 明日、知らない風に吹かれて（作曲）[96]
  - これから飛び乗ってく未来（作曲・編曲）[97]

### ジャニーズ事務所関連
- A.B.C-Z
  - Oh! Teacher（作詞・作曲）[98]

- KinKi Kids
  - Endless Promise（作曲・編曲）
  - ローズマリー（作曲・編曲）

## 出演

### テレビ
- KURAGAE -私たちのこと、推してください!-（2020年4月15日・22日、テレビ東京）
- musicる TV（2021年3月1日・8日、テレビ朝日）[99][100]

### ラジオ
- ヒャダインの"ガルポプ!"（2017年4月28日、NHK-FM）- ゲスト出演
- DAIV TO MUSIC（2019年8月25日・9月1日、文化放送）- ゲスト出演